# Sunderbach (Ziller)
Der Sunderbach ist ein rund 8 km langer linker Zufluss des Zillers in den Zillertaler Alpen in Tirol.
Der Bach entspringt am Talschluss des Sundergrundes unterhalb des Hörndljochs im Bereich der Moore Mösla und Langeben. Anschließend fließt er Richtung Norden durch den Sundergrund und mündet im Bereich In der Au in den Ziller. Im Sundergrund fließen ihm zahlreiche kleinere Bäche zu, die bedeutendsten sind der Hasenkarbach, der Kainzenkarbach und der Rachkarbach, die alle von links einmünden. Aufgrund der steilen Hänge haben viele der Zuflüsse Wasserfälle ausgebildet.
Das natürliche Einzugsgebiet des Sunderbachs beträgt 35,8 km², davon sind 3,66 km² (10 %) vergletschert (Stand 1988). Der höchste Punkt im Einzugsgebiet ist die Hintere Stangenspitze mit 3225 m ü. A.
Oberhalb der Schönhüttenalm auf rund 1800 m ü. A. wird der Sunderbach gefasst und in den Speicher Zillergründl abgeleitet. Oberhalb davon wird der ökologische Gesamtzustand als sehr gut, unterhalb als mäßig oder schlecht eingestuft.